# Gump Roast
Gump Roast, llamado Homenaje a una vida en España y Homenaje a Homero en Hispanoamérica, es un episodio perteneciente a la decimotercera temporada de la serie animada Los Simpson, emitido originalmente el 21 de abril de 2002. El episodio fue escrito por los guionistas Deb Lacusta y Dan Castellaneta, y dirigido por Mark Kirkland.

## Sinopsis
Todo comienza cuando Homer está sentado en un parque, contándole la historia de su vida al jefe Wiggum. Para contarla, Homer rememora sucesos del pasado, los cuales son en verdad partes de antiguos episodios. La familia, luego, lo lleva a un club, en donde se le realizaría un homenaje. En el evento, conducido por Krusty el Payaso, se encuentran también Bart, Lisa, el Abuelo, Agnes Skinner, el Reverendo Alegría, Ned Flanders, el Sr. Burns y otros habitantes de Springfield.
Durante el homenaje se pueden ver diferentes partes de otros capítulos, pero pronto todo es interrumpido cuando llegan los extraterrestres Kang y Kodos al lugar. Su misión consistía en probar que todos los humanos son estúpidos, y que, si lograban demostrarlo, conquistarían el planeta Tierra. Para ver si estaban en lo cierto, deciden ver los recuerdos de Maggie, pero descubren que la niña sólo pensaba en las celebridades. Al ver que todos sus amados cantantes y actores vivían en la Tierra los extraterrestres deciden no destruirla.
El episodio termina con una canción de flashback, llamada "They’ll Never Stop the Simpsons", una parodia del éxito de Billy Joel, "We didn't start the fire".